# Loxerebia yunnana
Loxerebia yunnana är en fjärilsart som beskrevs av Clayton Dissinger Mell 1939. Loxerebia yunnana ingår i släktet Loxerebia och familjen praktfjärilar. Inga underarter finns listade i Catalogue of Life.